# Potočani (Prnjavor)
Potočani (szerbül: Поточани), település Bosznia-Hercegovinában, a Bosanska Krajina és a Bosanska Posavina közötti átmeneti területen, Prnjavor község területén, a Szerb Köztársaságban. 

## Fekvése
Bosznia-Hercegovina északi részén, Banja Lukától légvonalban 24, közúton 33 km-re északkeletre, községközpontjától légvonalban 14, közúton 16 km-re nyugatra fekvő dombvidéken, a Prnjavort Banja Lukával összekötő főút mentén, 140-240 méteres tengerszint feletti magasságban található. 

## Népessége
| Nemzetiségi csoport | Népesség 1991 | Népesség 2013 |
| ------------------- | ------------- | ------------- |
| Szerb               | 530           | 823           |
| Bosnyák             | 1             | 1             |
| Horvát              | 7             | 8             |
| Jugoszláv           | 9             | 1             |
| Egyéb               | 50            | 21            |
| Összesen            | 597           | 854           |

## Története
A település 1878-ig tartozott az Oszmán Birodalomhoz, ekkor a berlini kongresszus határozata alapján az Osztrák-Magyar Monarchia része lett. 1879-ben az első osztrák-magyar népszámlálás során a Prnjavori járáshoz tartozó Hrvaćani településnek 29 háztartása és 337 muszlim lakosa volt. 1910-ben a Prnjavori járáshoz tartozó településen 51 háztartást, 302 ortodox és 1 római katolikus lakost találtak. A monarchia szétesésével 1918-ban előbb a Szerb-Horvát-Szlovén Királyság, majd 1929-től a Jugoszláv Királyság része. 1921-ben Potočani-Gusak községnek 98 háztartása és 539 lakosa volt. Az 1929-es törvény értelmében, amikor Bosznia-Hercegovinát négy banovinára, Drinskára, Vrbaskára, Zetskára és Primorskára osztották, a település a Vrbaska banovina része lett, amelynek székhelye Banja Luka volt Jugoszlávia megszállása után a Független Horvát Állam (NDH) része lett. A második világháború után a település a szocialista Jugoszláviához tartozott. A daytoni békeszerződést követő területfelosztásnál a település Prnjavor község részeként a Szerb Köztársaság területéhez került. 

## Oktatás
„Miloš Crnjanski” Általános Iskola

## Nevezetességei
- Szent Konstantin császár és Szent Ilona császárné tiszteletére szentelt ortodox plébániatemploma. A potočani ortodox parókiához Potočanin kívül még Gusak, Drenjik, Novo Selo, Orašje, Prosjek és Crkvena települések is hozzá tartoznak.